# Hispano-Suiza Carmen
El Hispano-Suiza Carmen es un automóvil superdeportivo eléctrico de batería de edición limitada producido por el fabricante español Hispano-Suiza, relanzado por los bisnietos herederos del fundador de la empresa. Solamente se han fabricado un total de 19 unidades entre 2019 y 2021, a un precio de 1 500 000 € por unidad antes de impuestos. El nombre del modelo hace referencia a Carmen Mateu Quintana, la nieta del fundador de la compañía. El Carmen ha sido diseñado utilizando como inspiración las líneas del clásico Hispano-Suiza H6B Dubonnet Xenia. Los responsables de la marca aseguran que se producirán más modelos a partir de este.

## Historia

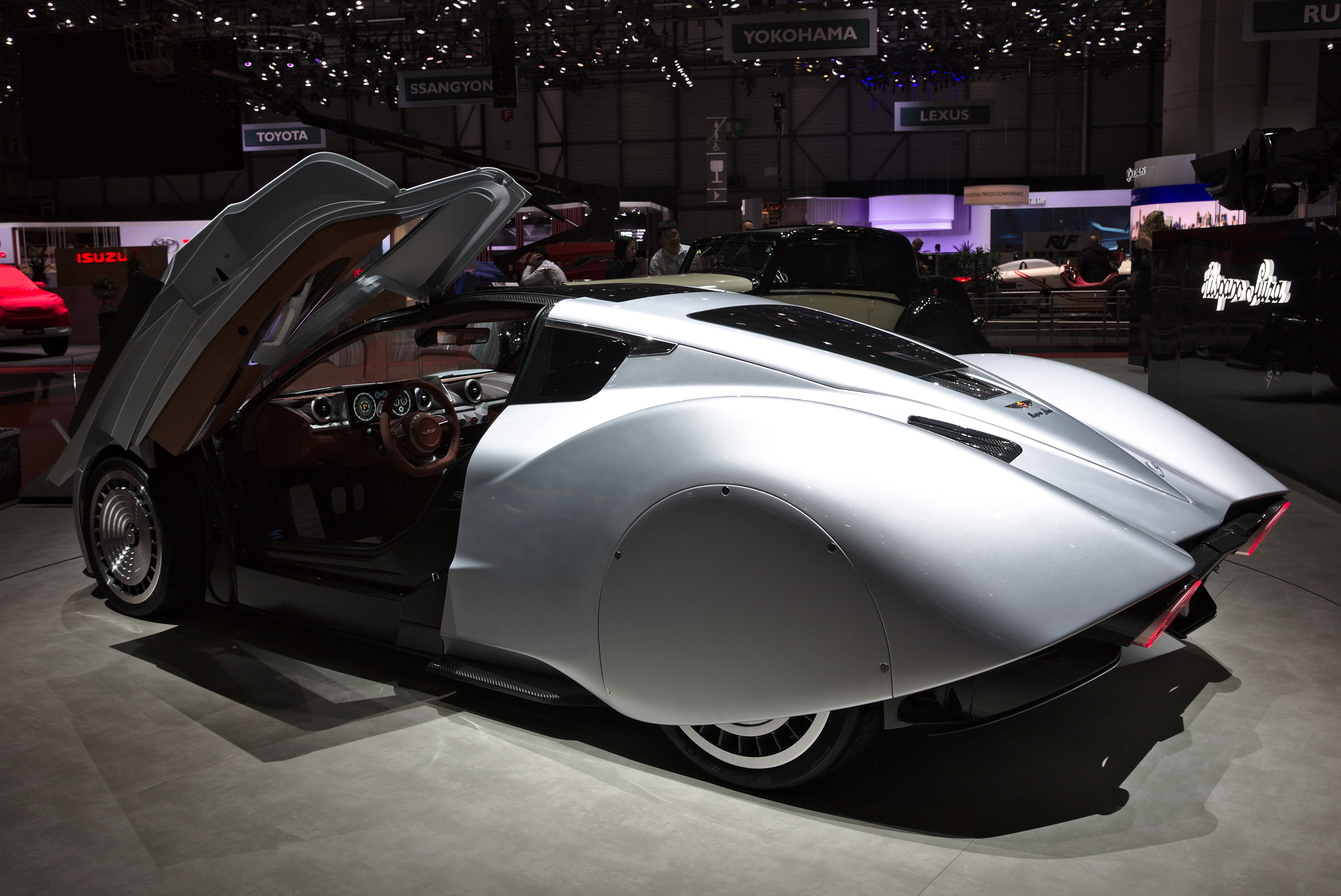
Vista lateral-trasera en el Salón del Automóvil de Ginebra de 2019.

Hispano-Suiza Cars construyó y puso en producción con éxito el primer automóvil español en llevar esta marca desde los años 1940. El Carmen fue desarrollado en dos años y se invirtieron 20 000 000 € en el proyecto. Se estrenó al ser presentado oficialmente en el Salón del Automóvil de Ginebra de 2019, en forma de cupé de dos puertas.
Hispano-Suiza construyó este auto como respuesta a los súper rápidos también eléctricos de otras compañías, tales como: Lotus y Rimac. El vehículo fue desarrollado y fabricado de forma artesanal en Barcelona. Su sistema de propulsión fue desarrollado en colaboración con QEV Technologies, con el 80% de sus componentes que fueron suministrados por proveedores españoles.
El diseño estilístico del coche estuvo a cargo del estudio con sede en Barcelona Cero Design,  dándole una estética que combina soluciones estilísticas, vanguardistas y futuristas, con una estética retro remitida directamente al Hispano-Suiza H6B Dubonnet Xenia. Lo mostraban claramente, entre otros, los pasos de rueda cubiertos sobre las ruedas traseras, así como una parte trasera puntiaguda decorada con relieves y logotipos que hacían referencia a la histórica marca Hispano-Suiza. El coche lleva el nombre de Carmen Mateu Quintana, nieta de Damián Mateu, uno de los fundadores de Hispano-Suiza y su primer presidente. Ella intentó restaurar Hispano-Suiza como empresa automotriz y, ante ese hecho, los fundadores de Hispano-Suiza Cars le rindieron homenaje.

## Diseño y electrónica

### Carrocería y chasis
Solamente está disponible con una carrocería cupé biplaza con dos puertas de ala de mariposa. En la parte delantera, el coche tiene una rejilla trapezoidal con diseño vintage y marco cromado. El anagrama "Carmen" colocado en la parte trasera es una recreación de la firma de Carmen Mateu. La carrocería tiene once paneles hechos de fibra de carbono, así como también varios elementos estructurales y aislantes en el habitáculo fabricados con ese mismo material. El lujoso habitáculo tiene asientos calefactables, una palanca de transmisión clásica e interruptores con forma tradicional. Adicionalmente, está cubierto de cuero y alcantara, así como de piezas hechas de madera y aluminio mecanizado.
El coche fue construido con un chasis monocasco hecho también de fibra de carbono, que pesa solamente 195 kg (430 libras), cuya rigidez torsional es de 50 000 N·m (36 878 lb·pie)/grado.

### Electrónica
Tiene tres modos de conducción: Long-range (el de largo alcance), Comfort y Sport. Tiene un cronógrafo para los sistemas informáticos y de entretenimiento, una cámara trasera de estacionamiento y acceso remoto a la configuración del auto desde teléfonos inteligentes o desde los radios del volante.

### Tren motriz
Su propulsión se basa en una batería de polímero de litio de 80 kWh (288 MJ) con 750 V y forma de "T", dispuesta bajo el suelo, que alimenta dos motores eléctricos de tipo síncrono, cada uno con una potencia de 510 CV (503 HP; 375 kW) situados en los ejes, que erogan un total de 1019 CV (1005 HP; 749 kW) de potencia combinada. La batería se refrigera gracias a tres radiadores de agua instalados en la parte delantera del coche, que tarda media hora para recargar la batería hasta el 80%.

### Suspensión y frenos
Su suspensión es de paralelogramo deformable, con unos amortiguadores de dureza regulable y dobles trapecios.
En cuanto al sistema de frenado, los motores eléctricos en retención proporcionan una frenada regenerativa. Los frenos de disco están hechos de material cerámico, de medidas 380 x 34 mm (15,0 x 1,3 pulgadas) y con calipers de tipo fijo de seis pistones, que han sido desarrollados por AP Racing.

## Variantes

### Boulogne
En septiembre de 2021, Hispano-Suiza presentó una versión especial y limitada llamada Carmen Boulogne. Recibió amplias modificaciones visuales, perdió las características cubiertas de las ruedas traseras y obtuvo una carrocería de fibra de carbono negra sin pintar enriquecida con inserciones de color cobre. También obtuvo un tren motriz más potente al que se agregaron dos motores eléctricos más a los ya existentes en el modelo estándar, logrando así elevar la potencia a 1114 CV (1099 HP; 819 kW) y 1600 N·m (1180 lb·pie) de par máximo. Con todo esto, alcanza los 100 km/h (62 mph) en menos de 2.6 segundos y una velocidad máxima limitada a 290 km/h (180 mph), gracias a que tiene casi 100 CV (99 HP; 74 kW) más y pesa 60 kg (132 libras) menos que la versión estándar.
La empresa ha planeado construir solamente cinco unidades, cuyas entregas fueron programadas para 2022, con un precio de 1 650 000 € antes de impuestos. La primera de estas sería entregada a Michael Fux, un conocido coleccionista de Estados Unidos.
El auto encarna una combinación de potencia eléctrica, lujo excepcional y diseño elegante, presentando diversas mejoras de rendimiento en relación con la variante estándar. Además del ligero chasis monocasco de fibra de carbono y alta rigidez, su acabado exterior es también en carbono expuesto. Así, al no estar pintada la carrocería, todos los pliegues, juntas y uniones de este material de complejo moldeado deben presentar una ejecución perfecta, donde todo se fabrica íntegramente de manera artesanal. Para ello, Hispano-Suiza ha contado con el asesoramiento de Luis Pérez-Sala, expiloto de Fórmula 1 y embajador de la marca, quien ha participado activamente en el desarrollo del coche.

### Sagrera

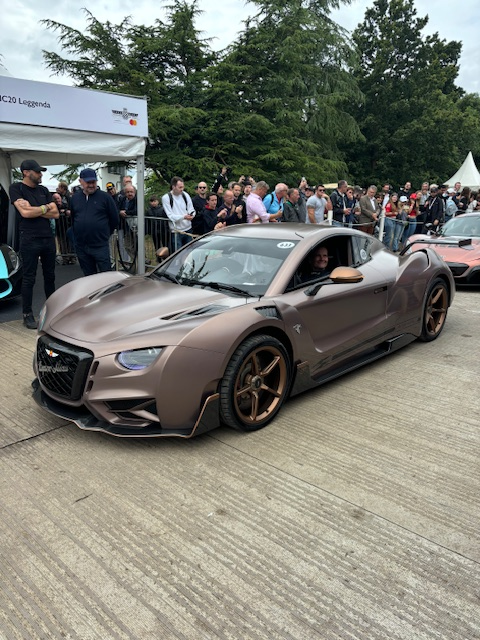
Modelo 2024

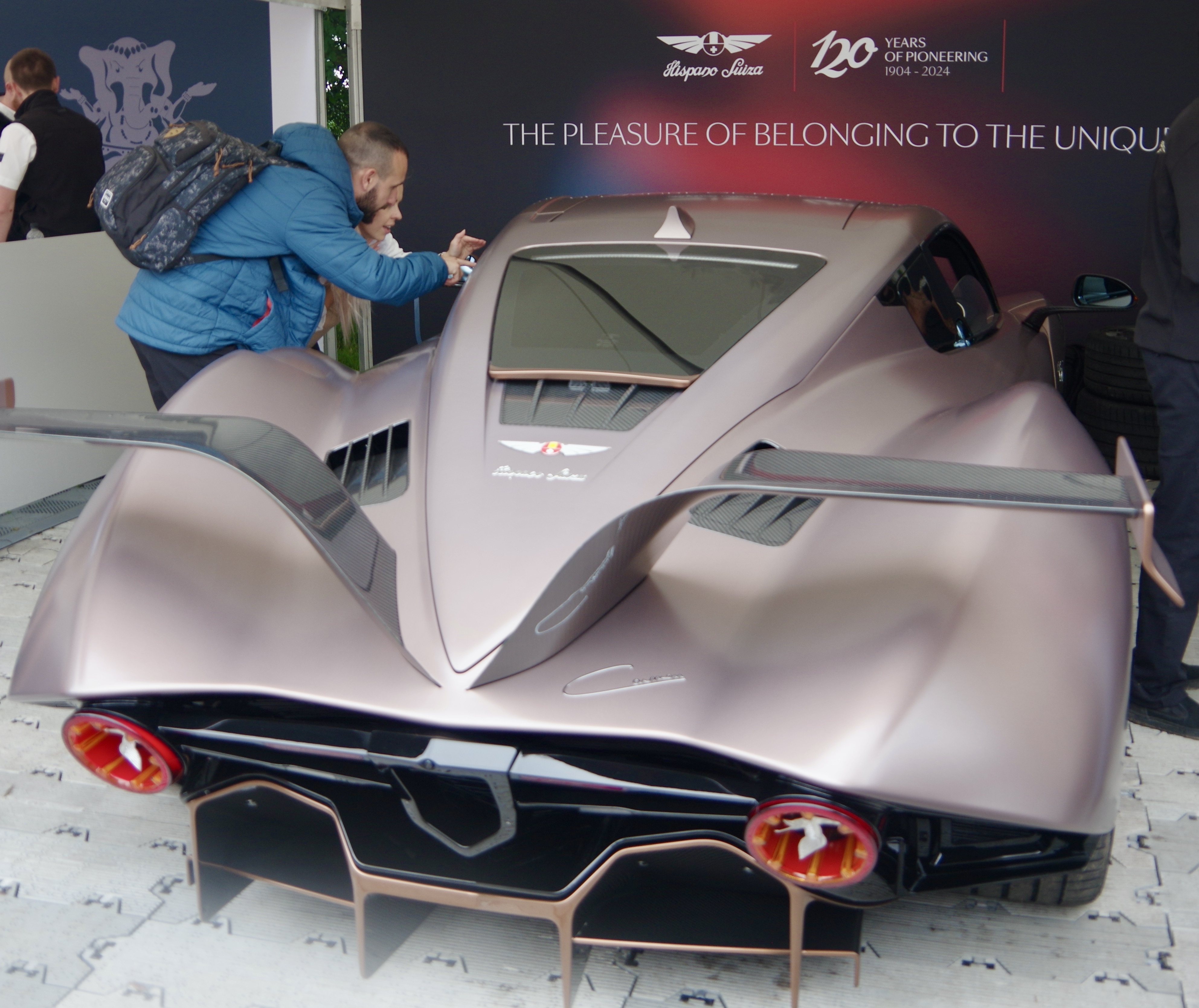
Vista trasera

Coincidiendo con el 120.º aniversario de la empresa, en 2024 llegó la variante Sagrera, que destaca por sus elementos aerodinámicos. Su nombre hace referencia a las raíces de la empresa y en honor a la primera gran fábrica de la compañía, que se inauguró en 1911 el barrio de La Sagrera, en Barcelona.
Se distingue de las versiones anteriores por su diseño actualizado y una electrónica completamente revisada. La principal novedad es la batería de segunda generación con una capacidad de 103 kWh (371 MJ), una mejora respecto a la anterior de 80 kWh (288 MJ). Está compuesto por 360 celdas de nueva generación divididas en 15 módulos, con un peso de 612 kg (1349 libras). La autonomía se ha incrementado a 480 km (298 millas), según el ciclo WLTP. El sistema de refrigeración ha sido simplificado y aligerado. El tren motriz consiste en cuatro motores de imanes permanentes de flujo axial conectados en serie, todos montados sobre el eje trasero, de los cuales dos están en el lado izquierdo y los otros dos en el derecho de 275 CV (271 HP; 202 kW) cada uno, para una potencia total combinada de 1100 CV (1085 HP; 809 kW) y un par máximo de 1160 N·m (856 lb·pie), con lo que le permite acelerar de 0 a 100 km/h (0 a 62 mph) en 2.6 segundos. Cuenta con un diferencial autoblocante virtual. Los neumáticos Michelin Pilot Sport 4 S fabricados específicamente, han sido desarrollados en colaboración con el centro técnico de dicha empresa, con una decoración inspirada en las cigüeñas y los mosaicos de Antonio Gaudí. Los trapecios han sido aligerados al máximo, al estar fabricados con un material especial de origen militar. Los frenos también han mejorado con unas pinzas monobloque 500 g (17,6 onzas) más ligeras y unos discos carbono-cerámicos de 400 mm (15,7 pulgadas) en ambos ejes, lo que le permite una potencia de frenada un 5% más eficiente. Su peso en vacío es de 1875 kg (4134 libras).
Su diseño destaca por la parrilla más puntiaguda que rinde homenaje a los Hispano-Suiza Alfonso XIII, las salidas de aire del cofre delantero rediseñadas, las nuevas taloneras que se elevan por los laterales y el panel posterior y un spoiler trasero dividido en dos piezas de grandes dimensiones con forma de alas de cigüeña. También cuenta con un nuevo difusor con acentos en cobre. En su interior cambian la consola central y el sistema de infoentretenimiento en sintonía con la paleta de colores de la marca. La tapicería es de Alcantara con detalles en piel negra y roja.
Se tenía previsto fabricar una edición exclusiva y limitada a 24 unidades.